# Baby Dolne
Baby Dolne is een plaats in het Poolse district  Gostyniński, woiwodschap Mazovië. De plaats maakt deel uit van de gemeente Gostynin en telt 100 inwoners.